# Axel Boeck-Hansen
Axel Boeck-Hansen (15. december 1871 i København – 3. oktober 1941 i Aalborg) var en dansk ingeniør. Han blev cand.polyt. i 1897 og blev kort efter ansat i F.L. Smidt & Co., hvor han gjorde karriere. Senere var han bl.a. i ledelsen for Dansk Cement Central.
Axel Boeck-Hansen var bl.a. medlem af hovedbestyrelsen for Dansk Arbejdsgiverforening og af Industrirådet.